# Suárez (ort i Colombia, Tolima, lat 4,05, long -74,83)
Suárez är en ort i Colombia.   Den ligger i departementet Tolima, i den centrala delen av landet, 100 km sydväst om huvudstaden Bogotá. Suárez ligger 292 meter över havet och antalet invånare är 1 243.
Terrängen runt Suárez är platt åt nordväst, men åt sydost är den kuperad. Runt Suárez är det ganska glesbefolkat, med 28 invånare per kvadratkilometer. Närmaste större samhälle är Espinal, 12,5 km nordväst om Suárez. Omgivningarna runt Suárez är huvudsakligen savann.